# Petr Fiala
Petr Fiala (Brno, 1. rujna 1964.) je češki političar i politolog, te predsjednik Vlade Češke od 28. studenoga 2021. Vođa je Građanske demokratske stranke (ODS) od 2014. godine. U prošlosti je bio ministar obrazovanja, mladih i športa od 2012. do 2013. godine.
Fiala je izabran u Zastupnički dom Parlamenta Češke Republike 2013. godine kao nezavisni kandidat. Vođa stranke ODS postao je u siječnju 2014., obećajući da će reformirati stranku i povratiti vjeru naroda, obzirom da je bivši premijer iz ove stranke, Petr Nečas, bio uključen u korupcijski skandal. Na izborima 2017. ODS je bio drugi po broju glasova, te nastavio ulogu oporbe, iako im je ponuđeno da uđu u vladajuću koaliciju Andreja Babiša.
Godine 2020. predvodio je pregovore o koaliciji stranaka desnog centra (KDU-ČŠL i TOP09), koju su i otvarili na izborima 2021., a zvala se Spolu (Zajedno). Postao je kandidat koalicije za predsjednika Vlade, vodeći zapadnjačku i europejsku desničarsku platformu, fokusiranu na fiskalnu odgovornost i bliže odnose sa NATO-m.
Koalicija je na izborima ostvarila bolji rezultat od očekivanog, osvojivši najveći broj glasova, odnosno 108 od 200 sjedišta Zastupničkog doma. 28. studenoga 2021. imenovan je predsjednikom Vlade od strane predsjednika Miloša Zemana, a njegova vlada počela je s radom 17. prosinca 2021. Fiala je treći najstariji češki premijer u povijesti, prvi s iskustvom u politologiji, kao i prvi iz grada Brna. 

## Raniji život i obrazovanje
Fiala je rođen u Brnu, a odrastao je u konzervativnoj katoličkoj obitelji. Njegov otac, Židovskog porijekla, preživio je Holokaust. Godine 1988. Fiala je diplomirao povijest i češki jezik na Fakultetu književnosti Masarykova sveučilišta, nakon čega je radio kao povjesničar u muzeju u Kroměřížu.
Godine 1996. postao je docent na Karlovom sveučilištu u Pragu, a 2002. postao je i prvi profesor političkih znanosti u Češkoj. 2004. postao je dekan Fakulteta društvenih znanosti Masarykova sveučilišta, a iste godine je izabran i za rektora Sveučilišta. Ponovno je izabran za rektora 2008. i na toj poziciji ostao do 2011. godine. Tokom perioda kada je Fiala bio rektor broj prijava za sveučilište porastao je na 45.000, čime je Masaryk postalo najpopularnije sveučilište u Češkoj. U ovom periodu je Sveučilište uložilo €220 miljuna za otvaranje novog kampusa biomedicine, kao i CZK 5.3 milijarde za osnivanje Tehnološkog instituta Srednje Europe (CEITEC).

## Karijera

### Aktivizam
Od 1980-ih Fiala se bavio nezavisnim građanskim aktivizmom. Od 1984. do 1989. sudjelovao je u radu takozvanih "underground" sveučilišta, podučavajući političku filozofiju. Učestvovao je i u radu neoficijalnih tajnih kršćanskih okupljanja s biskupom Stanislavom Krátkýem. Sa studentima iz Brna učestvovao je u osnivanju samizdatskog sveučilišnog časopisa Revue 88.
Nakon studenog 1989. nastavio je s izdavačkim aktivizmom, radeći kao urednik magazina Proglas, Revue Politika i Kontexty. Godine 1993. osnovao je Centar za studij demokracije i kulture (CDK), građanski trust mozgova. Fiala je 2021. godine kritiziran jer je u periodu upravljanja centrom primao državne subvencije.
Fiala je bio aktivan član brojnih institucija posvećenih visokom obrazovanju i istraživanju u Češkoj i inozemstvu. Bio je potpredsjednik (2005-2009.), te predsjednik (2009-2011.) Rektorske konferencije Češke, član Vijeća Asocijacije europskih sveučilišta (2009-2011.) Godine 2007. izabran je od strane Parlamenta u vijeće Instituta za studij totalitarnih režima, gdje je radio pet godina.

### Politika
Od rujna 2011. Fiala je bio savjetnik premijera Petra Nečasa za nauku, a 2. svibnja 2012. imenovan je ministrom za obrazovanje, mlade i šport u njegovoj vladi.
Na izborima 2013. postao je član Zastupničkog doma Parlamenta kao nezavisni član. Građanska demokratska stranka (ODS) je izgubila izbore, te se zato Fiala odlučio pridružiti stranci u studenom 2013. Najavio je svoju kandidaturu na mjesto vođe ODS-a, te je i izabran na ovu funkciju 18. siječnja 2014. Ponovo je izabran za vođu stranke 2016.
Fiala je predvodio ODS u izbore 2017. godine, kada su bili drugi, osvojivši 11% glasova. Fiala je odbio pregovore o formiranju vlade sa strankom ANO 2011, te je ODS ostao u oporbi. Ponovo je izabran za vođu ODS-a 2018. 28. studenoga 2017. imenovan je zamjenikom glasnogovornika Predstavničkog doma, osvojivši 116 od 183 glasa. 
Godine 2018. Fiala je predvodio ODS u općinskim izborima, kao i izrima za Senat, u kojima su osvojili najviše glasova. 2020. ponovo je izabran za vođu ODS-a.
ODS je ostvario dobre rezultate na regionanim izborima, te je zato Fiala ranije krenuo u pregovore sa strankama KDU-ČŠL i TOP09, o formiranju koalicije za opće izbore 2021.